# Saltholm
Saltholm (en danois petite île du sel) est une île danoise située dans l'Øresund (détroit), entre le Danemark et la Suède. Elle est placée sous l'autorité de la commune de Tårnby.
Saltholm mesure 7 km de long et 3 km de large. Elle est très plate et vulnérable aux inondations. Elle est pratiquement inhabitée. Elle présente un paysage de prairies et constitue une réserve pour de nombreux oiseaux.

## Situation
Saltholm est située dans l'Øresund (détroit), à l'est de l'île danoise d'Amager, et juste à l'ouest de la frontière maritime entre le Danemark et la Suède. Le centre de Copenhague se situe environ 12 kilomètres au Nord-ouest et celui de Malmö 15 kilomètres à l'est. Saltholm se situe au nord de l'île artificielle de Peberholm construite en 1995 pour soutenir le pont de l'Øresund.

## Description
Saltholm mesure sept kilomètres de long et trois de large. Sa superficie est de 16 km2, ce qui en fait la 21e plus grande île du Danemark. Le point culminant de l'île se trouve moins de trois mètres au-dessus du niveau de la mer.

## Faune et flore
La végétation de Saltholm est dominée principalement par les graminées qui marquent un paysage composé de prairies. Il y a peu d'arbres sur l'île, regroupés principalement dans le nord et le sud-ouest. L'île a une grande variété florale, notamment avec l'agripaume (Leonurus cardiaca), la jusquiame noire (Hyoscyamus niger), l'iris bleu (Iris spuria) et des céraistes (Cerastium).
Saltholm est, depuis 1983, une réserve naturelle comptant un grand nombre d'oiseaux sauvages nicheir. La partie sud de l'île, qui est constituée d'un vaste marais salé, est protégée par la Convention de Ramsar. L'île dans son ensemble, ainsi que ses littoraux, ont été désignés comme étant une réserve naturelle par l'Union européenne. En raison de l'importance de sa faune, l'accès à Saltholm et aux eaux environnantes est strictement contrôlé. L'accès à l'île se fait par un petit port à Barakkebro, à l'extrémité nord de Saltholm.
L'île comprend le plus grand peuplement d'oies du Danemark, avec quelque 7 000 oies qui y passent l'été. Environ 3 500 cygnes vivent également sur l'île pendant l'été, alors que 2 000 d'entre eux y font leur hivernage. Entre 10 000 et 12 000 canards vivent sur Saltholm durant l'automne et l'hiver.
Saltholm abrite également la plus grande colonie de reproduction d'Eiders à duvet d'Europe avec 15 000 individus durant le printemps et quelque 7 000 à 8 000 naissances chaque année. La plupart d'entre eux restent dans le Kattegat, même si quelques-uns migrent dans la mer des Wadden ou même en Écosse.

## Historique
Depuis le Moyen Âge et probablement avant, l'île est habitée. L'apogée démographique est atteinte en 1916 avec 298 personnes, lors de la fortification de l'île durant la Première Guerre mondiale, alors que seulement deux personnes y vivent en janvier 2023.
L'existence de l'île est attestée pour la première fois en 1230, lorsque le roi Valdemar II de Danemark écrit avoir donné l'île à l'évêque Niels Stigsen de Roskilde. Pendant des siècles, l'île a été utilisée comme carrière de calcaire, notamment pour la construction de Copenhague et ce jusqu'en 1935. En 1289, le seigneur de Copenhague écrit ainsi y avoir accordé des droits d'extraction. L'île a aussi été utilisée traditionnellement comme pâturages pour le bétail de l'île d'Amager. Les vaches de Saltholm ont été commémorées au XIXe siècle par le peintre danois Theodor Philipsen, qui se rendait fréquemment sur l'île pour y peindre.
Entre 1709 et 1711, Saltholm a été utilisé comme zone de quarantaine, lorsque Copenhague subit des épidémies de peste et de choléra. En 1873, une société privée, la Saltholmlaug, a acquis l'île de l'État et la possède encore aujourd'hui[pourquoi ?],[réf. nécessaire].
La position de l'île au milieu de l'Øresund lui a donné une certaine importance militaire pendant les deux guerres mondiales. En 1912, le gouvernement danois a construit le fort Flak[réf. souhaitée] juste au nord de l'île[réf. souhaitée] avec un stationnement de pièces d'artillerie de calibres allant de 47 mm à 290 mm. La plupart des canons étaient protégés par des barbettes, des murs en béton et des remblais de terre. Bien qu'ancien et non rénové, le fort fut encore actif au début de la Seconde Guerre mondiale, en étant considéré encore comme un puissant moyen de dissuasion.
Le 17 août 1915, en raison d'une boussole défectueuse, le sous-marin britannique HMS E13 échoua sur l'île. Deux jours plus tard, deux destroyers allemands attaquèrent le sous-marin échoué alors que l'équipage essayait de renflouer le navire. Quinze des sous-mariniers furent tués avant qu'un torpilleur danois intervienne. La violation de la neutralité du gouvernement danois provoqua des protestations diplomatiques allemandes, alors que furent données d'importantes funérailles officielles par la marine danoise aux victimes des destroyers. Les survivants de l'équipage furent internés au Danemark jusqu'à la fin de la guerre en novembre 1918, alors que le sous-marin fut abandonné,.

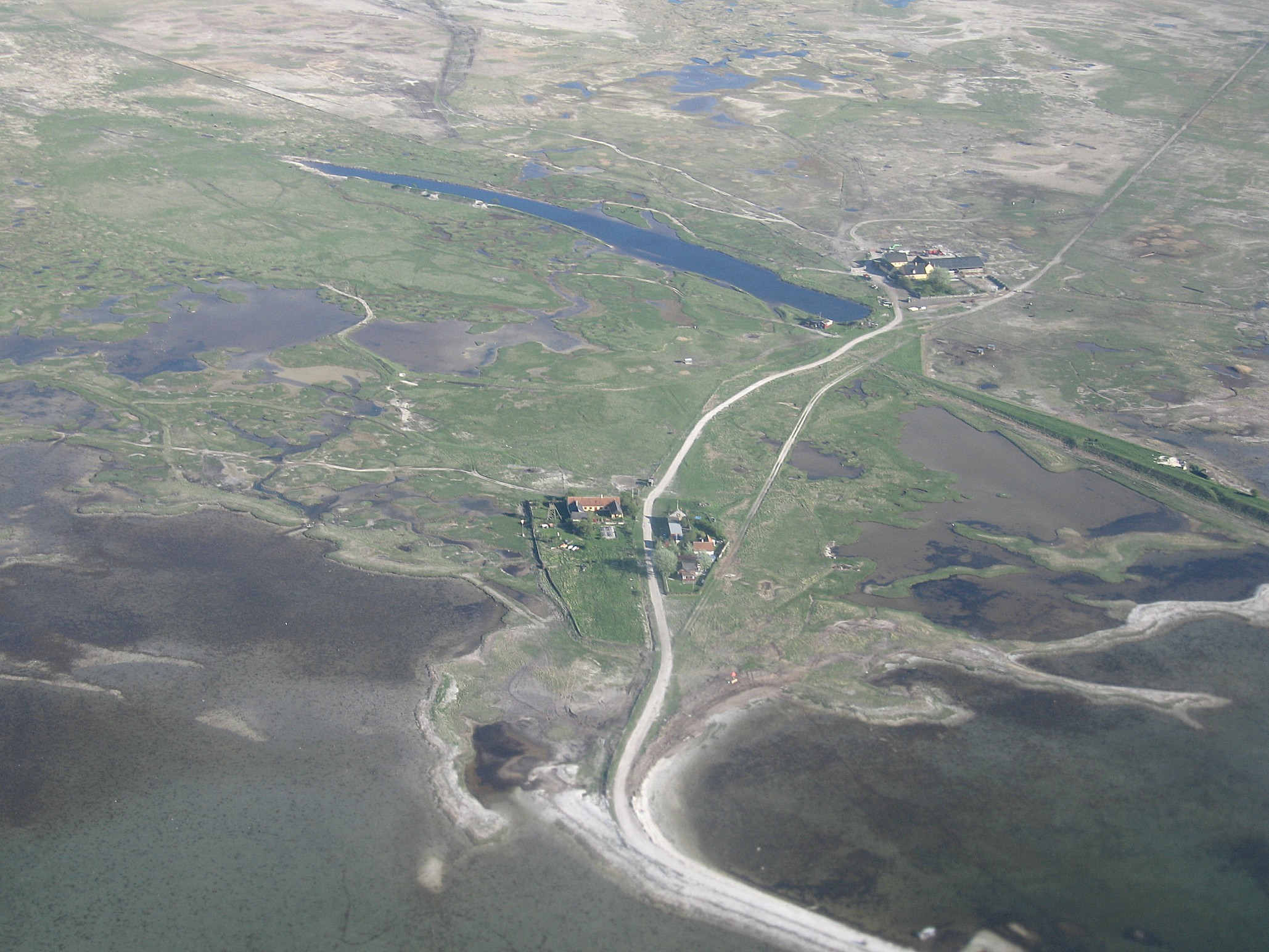
Les principaux bâtiments de l'île situés à l'extrémité nord de celle-ci.

L'île fut pendant de nombreuses années considérée comme un emplacement possible pour le nouvel aéroport de Copenhague, ainsi que comme point d'appui pour un pont et un tunnel entre le Danemark et la Suède. L'aéroport de Copenhague à Kastrup souffrant depuis longtemps d'un manque d'espace dû à la proximité de zones résidentielles, le Conseil nordique accepta en 1965 de construire un aéroport international sur Saltholm, et de construire un tunnel et un pont à partir de l'île pour relier Copenhague à Malmö. La proposition était fortement soutenue par Scandinavian Airlines System, la principale compagnie de l'aéroport de Copenhague. Le plan prévoyait la construction de deux paires de pistes, qui auraient pu transporter jusqu'à 20 millions de passagers par an en 1990, d'un pont de 9 km pour connecter l'île à Malmö et d'un tunnel de 5 km qui relierait l'île à Kastrup.
Le projet, chiffré à 250 millions de livres sterling en 1967 (soit près de 3,4 milliards d'Euros aux prix de 2009), fut approuvé par le parlement danois en 1969 et devait être achevé en 1985. Toutefois, il fut retardé à plusieurs reprises par le premier choc pétrolier qui entraîna un effondrement du trafic aérien, et par l'opposition des militants préoccupés par l'environnement fragile de l'île. Le plan fut abandonné en 1979, de nouveaux investissements furent réalisés dans l'aéroport de Copenhague, et l'île fut protégée à partir de 1983. Lors de la construction du pont sur l'Øresund, il fut finalement décidé, dans les années 1990, de construire l'île artificielle de Peberholm, 1 km plus au sud, pour éviter d'endommager les écosystèmes de Saltholm.